# Augusto Vanzo
Augusto Vanzo (Dosson, 5 novembre 1861 – Roma, 31 maggio 1932) è stato un generale e politico italiano.

## Biografia
Nacque a Dosson il 5 novembre 1861, figlio di Pietro e Orsola Serafini, all'interno di una famiglia di umili origini. Arruolatosi nel Regio Esercito il 15 settembre 1881 venne ammesso a frequentare la Regia Accademia Militare di Artiglieria e Genio di Torino, da cui uscì nel 1884 con il grado di sottotenente. Nel 1892 frequentò i corsi della Scuola di guerra di Torino. Con il grado di colonnello, tra il 1911 e il 1912 partecipò alla guerra italo-turca distinguendosi particolarmente a Bengasi durante la battaglia delle due palme (12 marzo 1912), e poi con il corpo di spedizione che occupò le isole del Dodecaneso a Rodi (4 maggio 1912) e Psitos (16 maggio 1912). Insignito della Croce di Cavaliere dell'Ordine militare di Savoia il 16 marzo 1913, promosso maggior generale, il 6 settembre divenne Aiutante di campo di S.M. Re Vittorio Emanuele III.
All'atto dell'entrata in guerra del Regno d'Italia (1861-1946), avvenuta il 24 maggio 1915, comandava il 2º Reggimento "Granatieri di Sardegna". Il 28 giugno assunse l'incarico di Aiutante di campo generale onorario di S.M. il Re, e il 17 luglio, in sostituzione del generale Alberto Cavaciocchi, assunse l'incarico di Capo di stato maggiore della 3ª Armata, sotto il comando di SAR il Duca d'Aosta. Ricoprì tale incarico fino al 24 giugno 1917, quando promosso tenente generale, fu nominato comandante del XXVII Corpo d'armata, alle dipendenze della 2ª Armata, del generale Luigi Capello. Al comando del XXVII prese parte alla decima battaglia dell'Isonzo, sull'altopiano della Bainsizza, venendo poi esonerato dal comandante dell'esercito generale Luigi Cadorna perché accusato da Capello di aver eseguito con estrema lentezza i movimenti delle sue truppe. Nominato Grande Ufficiale dell'Ordine militare di Savoia, il 5 agosto, il 23 dello stesso mese venne rimpiazzato alla testa della Grande Unità dal generale Pietro Badoglio.
Il 24 febbraio 1918 assunse l'incarico di Presidente del Tribunale supremo di guerra e marina, ricoprendo tale incarico fino al 1 maggio 1923. Generale di corpo d'armata dal 25 gennaio 1923, in quello stesso anno fu posto in congedo assoluto. Datosi alla politica ricoprì l'incarico di Presidente del Consiglio provinciale di Treviso (18 dicembre 1923; 13 ottobre 1924; 10 agosto 1925-14 marzo 1929) e di Vicepresidente dell'Unione nazionale ufficiali in congedo d'Italia dal 23 dicembre 1926.
Il 22 dicembre 1928, fu nominato Senatore del Regno d'Italia. Si spense a Roma il 31 maggio 1932. Gli sono state intitolate vie a Treviso, Mogliano Veneto.

### Annotazioni
1. ↑  Nel 1920, mentre ricopriva tale incarico accolse il ricorso presentato dal colonnello Giulio Dohuet, contro la sanzione disciplinare ricevuta nel corso della prima guerra mondiale.

### Fonti
1. ↑   Bollettino ufficiale delle nomine, promozioni e destinazioni negli ufficiali e sottufficiali del R. esercito italiano e nel personale dell'amministrazione militare, 1917,  p. 3429. URL consultato il 10 aprile 2020.
2. 1 2 3  Sito web del Quirinale: dettaglio decorato.